# Антонін Фантиш
Антонін Фантиш (чеськ. Antonín Fantiš, нар. 15 квітня 1992, Прага) — чеський футболіст, півзахисник клубу «Усті-над-Лабем» та молодіжної збірної Чехії. Виступав також за низку чеських клубів. Володар Кубка Чехії.

## Клубна кар'єра
У професійному футболі Антонін Фантиш дебютував 2008 року виступами за команду «Пршибрам», в якій грав до 2010 року, взявши участь у 43 матчах чемпіонату. З 2010 до 2013 року Фантиш грав у складі клубу «Банік», де був гравцем основного складу, та зіграв за команду з Острави 81 матч чемпіонату.
У 2014 році футболіст став гравцем бклубу «Яблонець», у якому грав до 205 року. У 2015 році півзахисник перейшов до клубу «Фастав» (Злін), у складі якого в сезоні 2016—2017 років став володарем Кубка Чехії. У 2017 році Фантиш удруге за кар'єру став гравцем клубу «Пршибрам», а в 2019 році повернувся до клубу «Фастав», у якому грав до 2024 року. У 2024 році футболіст перейшов до румунського клубу «Волунтарі». З початку 2025 року Фантиш грає у складі клубу «Усті-над-Лабем».

## Виступи за збірні
У 2007 році Антонін Фантиш дебютував у складі юнацької збірної Чехії, загалом на юнацькому рівні взяв участь у 38 іграх, відзначившись 9 забитими голами.
Протягом 2012—2013 років Фантиш грав у складі молодіжної збірної Чехії. На молодіжному рівні футболіст зіграв у 7 офіційних матчах.

## Титули і досягнення
- Володар Кубка Чехії (1):

«Фастав» (Злін): 2016–2017